# Ithorots-Olhaïby
Pour les articles homonymes, voir Ithorots et Olhaïby.
Ancienne commune des Pyrénées-Atlantiques, la commune d'Ithorots-Olhaïby a existé de la Révolution française à 1973. Elle a été créée entre 1790 et 1794 par la fusion des communes d'Ithorots et d'Olhaïby. Le 1er août 1973 (par arrêté préfectoral du 20 juillet 1973), la commune d'Aroue absorbe à son tour Ithorots-Olhaïby pour constituer la nouvelle commune d'Aroue-Ithorots-Olhaïby.

## Géographie
Ithorots-Olhaïby fait partie de la province basque de Soule.

## Toponymie
Son nom basque est Ithorrotze-Olhaibi. Jean-Baptiste Orpustan indique qu'Ithorots pourrait signifier « source, fontaine froide » et Olhaïby « le gué des cabanes ».
Le toponyme Ithorots apparaît sous les formes :
Ithorrodz (1337), 
Uthorrotz (1469), 
Itorrotz, Utorrotz, Uturrotz et Ytorrotz (respectivement 1469, 1478, vers 1480 et 1482, contrats d'Ohix), 
Uthurrotz (1480), 
Yptorrotz et Iptorrotz (1690), 
Ithorrots (1793 ou an II) et 
Ittorolz (1801, Bulletin des Lois).
Le toponyme Olhaïbi apparaît sous les formes : 
Olhaivie (1308), 
Olhabie (1375, contrats de Luntz), 
Olfabie (1376, montre militaire de Béarn), 
Olhaibie et Olhabia (respectivement 1385 et 1407, collection Duchesne volume CXIV), 
Olhayvi (1496, contrats d'Ohix), 
Olharby (1563, aveux de Languedoc), 
Olhayby et Olhaybié (1690) et 
Olhaiby (1793 ou an II).
Bartulague désignait une ferme d’Ithorots-Olhaïby, déjà mentionnée sous les graphies Bairulague (1477, contrats d'Ohix) et Barhulague (1863, dictionnaire topographique Béarn-Pays basque).

## Histoire
Il y avait à Ithorots une abbaye laïque vassale de la vicomté de Soule. Le fief d'Olhaïby était vassal de la vicomté de Soule, et son titulaire était l'un des dix potestats de Soule.

## Administration
| Période                                  | Période  | Identité        | Étiquette | Qualité |
| ---------------------------------------- | -------- | --------------- | --------- | ------- |
|                                          | En cours | André CHAFFURIN |           |         |
| Les données manquantes sont à compléter. |          |                 |           |         |

## Démographie
| 1793 | 1800 | 1806 | 1821 | 1831 | 1836 | 1841 | 1846 | 1851 |
| ---- | ---- | ---- | ---- | ---- | ---- | ---- | ---- | ---- |
| 257  | 265  | 254  | 312  | 292  | 302  | 298  | 300  | 264  |

| 1856 | 1861 | 1866 | 1872 | 1876 | 1881 | 1886 | 1891 | 1896 |
| ---- | ---- | ---- | ---- | ---- | ---- | ---- | ---- | ---- |
| 263  | 249  | 241  | 211  | 224  | 220  | 207  | 205  | 205  |

| 1901 | 1906 | 1911 | 1921 | 1926 | 1931 | 1936 | 1946 | 1954 |
| ---- | ---- | ---- | ---- | ---- | ---- | ---- | ---- | ---- |
| 199  | 199  | 196  | 163  | 153  | 142  | 136  | 122  | 93   |

| 1962 | 1968 | - | - | - | - | - | - | - |
| ---- | ---- | - | - | - | - | - | - | - |
| 87   | 85   | - | - | - | - | - | - | - |

## Culture locale et patrimoine

### Patrimoine religieux
L'église Saint-Samson date du XIXe siècle.
L'église d'Olhaïby recèle du mobilier du XVIIIe siècle, inventorié par le ministère de la Culture (retables, chandeliers, statues, tableaux, croix).

## Pour approfondir